# Papst-Benedikt-Orgel
Die Papst-Benedikt-Orgel in der Stiftskirche zur Alten Kapelle in Regensburg umfasst insgesamt 40 Register auf zwei Manualen und Pedal. Das im Jahr 2006 von der Firma Mathis Orgelbau aus Näfels erbaute und von Papst Benedikt XVI. gesegnete Instrument steht in der reichen kirchenmusikalischen Tradition des Kollegiatstifts Unserer Lieben Frau zur Alten Kapelle. Es ist in einem aufwendig verzierten spätbarocken, mit klassizistischen Elementen angereicherten Gehäuse von 1797 untergebracht.

## Baugeschichte

### Sturm-Orgel von 1584
Während die kirchenmusikalische Tradition am Kollegiatstift zur Alten Kapelle bis in das Hochmittelalter zurückreicht, gibt es erst seit dem 16. Jahrhundert Hinweise auf eine Orgel in der Stiftskirche. Das erste gut dokumentierte Instrument baute der Ulmer Orgelmacher Caspar Sturm im Jahr 1584. Die Orgel umfasste insgesamt 15 Register, davon acht auf dem Manual und zwei auf dem Pedal. Außerdem waren noch zwei Sperrventile zu Manual und Pedal und die drei Nebenregister Tremulant, Vogelgesang und Heerpauke vorhanden, wobei sich die beiden letztgenannten in der Barockzeit als „Schnurrpfeifereien“ großer Beliebtheit erfreuten. Von Caspar Sturm liegt eine schriftliche Anweisung für den korrekten Umgang mit dem Vogelgesang-Register vor. Darin heißt es: „In das Vogelgesang soll zu sommer zeit ein frisch Prunnenwasser fein sittlich eingossen werden. (...) Im Winter aber braucht man an statt des Wassers darein ein Prandtwein.“
Die Orgel war von der Disposition her am Übergang zwischen Renaissance und Frühbarock anzusiedeln. Ihr Standort in der Stiftskirche lässt sich heute nicht mehr identifizieren. Möglicherweise befand sie sich auf dem Lettner, der das Laienschiff vom Stiftschor trennte, der den Geistlichen des Stiftskapitels vorbehalten war. Im Jahr 1719, nachdem der Lettner abgebrochen worden war, übertrug man die Sturm-Orgel auf die neu eingezogene Westempore. Zu Beginn der Rokoko-Überformung der Stiftskirche im Jahr 1747 wurde das Instrument stillgelegt, befand sich aber noch bis 1787 mangels Ersatz in der Alten Kapelle.

### Weiß-Orgel von 1791
Den Abschluss der Umgestaltung der Stiftskirche bildete im Jahr 1791 die Neuanschaffung einer Barockorgel, die allen musikalischen Anforderungen der damaligen Zeit gerecht werden sollte. Diese wurde bei dem renommierten Orgelbaumeister Andreas Weiß aus Nabburg in Auftrag gegeben, der eines der herausragenden Instrumente des bayerischen Orgelbaus im 18. Jahrhundert schuf. Kennzeichnend waren hierbei die Vollständigkeit des Prinzipalchors, Flöten und Streicherstimmen in verschiedenen Stimmlagen, ein dem Hauptwerk beinahe ebenbürtiges Oberwerk und eine ungewöhnlich reiche Besetzung des Pedals.
Das prachtvolle, klassizistische Orgelgehäuse ist bis heute erhalten und enthält seit 2006 das Werk der Papst-Benedikt-Orgel. Es ist 6,30 Meter breit, 9,20 Meter hoch und 1,94 Meter tief und wurde im Jahr 1791 von dem Kunstschreiner Josef Kollhaupt aus Stadtamhof gefertigt. Über dem fünfteiligen Mittelfeld erhebt sich in einer Nische eine große Vase mit einem Relief des Königs David, der als Sinnbild der Kirchenmusik gilt. Darüber erhebt sich das dreiteilige Oberwerk. Die äußeren Pedaltürme werden von umrankten Säulen begleitet, die ein kräftiges, zur Mitte hin abfallendes Volutengebälk tragen. Die aufwändig geschnitzten Schleierbretter mit vergoldetem Rankwerk und die sieben alabasterweißen Putten mit verschiedenen Musikinstrumenten (Pauken, zwei Posaunen, Querflöte, Taktstock, zwei Sänger) schuf der Regensburger Bildhauer Simon Sorg. Die Fassung besorgte der Regensburger Hofmaler Johann Georg Kollmüller im Jahre 1797.
Die Disposition von 1791 lautete wie folgt:
| II Hauptwerk C–f3 |                       |       |
| 1.                | Principal             | 8′    |
| 2.                | Octav                 | 4′    |
| 3.                | Quint                 | 3′    |
| 4.                | Superoctav            | 2′    |
| 5.                | Mixtur major IV       | 2′    |
| 6.                | Mixtur minor IV       | 1 ⁄2′ |
| 7.                | Pordun                | 8′    |
| 8.                | Coppel                | 8′    |
| 9.                | Gamba                 | 8′    |
| 10.               | Quintadena            | 8′    |
| 11.               | Flautten              | 4′    |
| 12.               | Flaut travers (ab c1) | 4′    |
| 13.               | Flascholett           | 2′    |

| I Oberwerk C–a3 |               |       |
| 14.             | Principal     | 4′    |
| 15.             | Octav         | 2′    |
| 16.             | Quint         | 1 ⁄2′ |
| 17.             | Mixtur IV     | 1′    |
| 18.             | Coppel        | 8′    |
| 19.             | Solicinal     | 8′    |
| 20.             | Dulciana      | 4′    |
| 21.             | Spitz Flauten | 4′    |

| Pedal C–c1 |               |        |
| 22.        | Principal Baß | 16′    |
| 23.        | Violon Baß    | 16′    |
| 24.        | Octav Baß     | 8′     |
| 25.        | Gamba Baß     | 8′     |
| 26.        | Quint Baß     | 5 1⁄3′ |
| 27.        | Superoctav    | 4′     |
| 28.        | Mixtur IV     | 2′     |
| 29.        | Pompart Baß   | 16′    |

### Nachfolgeinstrumente des 19. und 20. Jahrhunderts
Im Jahr 1870 vollendete der Regensburger Orgelbauer Anton Breil einen Neubau (Manuale: Schleifladen, Pedal: Kegelladen) mit insgesamt 30 klingenden Registern unter Verwendung von 16 alten Registern. Bald darauf regte der Stiftskapellmeister Michael Haller einen weiteren Neubau an, der 1899 von den Regensburger Orgelbauern Martin Binder und Willibald Siemann als deren Opus 74 ausgeführt wurde. Dieses Instrument umfasste 36 Register auf zwei Manualen und Pedal auf pneumatischen Kegelladen. Es wurde 1939 von Weise unter dem Einfluss der „Orgelbewegung“ der 1920er Jahre barockisierend umgebaut. Aufgrund der Bemühungen des Domorganisten Eberhard Kraus um eine moderne Orgel für die Alte Kapelle erfolgte 1974 ein weiterer Neubau durch Eduard Hirnschrodt, der eine Schleifladenorgel mit mechanischer Spiel- und elektrischer Registertraktur schuf. Diese umfasste 32 Register auf nunmehr drei Manualen und Pedal.

### Mathis-Orgel von 2006
Bereits nach etwa 20 Jahren traten gravierende Mängel an der Hirnschrodt-Orgel auf. Insbesondere war das historische Orgelgehäuse mit dem Einbau von vier statt wie bisher drei Werken überfrachtet. Dies beeinträchtigte die Windversorgung und damit die Klangentfaltung deutlich. Hinzu kamen konstruktive Mängel in der Mechanik und Probleme mit der elektrischen Registertraktur. Daher empfahlen der Kirchenmusikdirektor Karl Norbert Schmid, der Stiftskapellmeister Josef Kohlhäufl und der Stiftsorganist Norbert Düchtel dem Kollegiatstift einen grundlegenden Neubau der Orgel. Dieser sollte sich an der barocken Disposition der Weiß-Orgel orientieren und mittels einiger ergänzender Register gleichzeitig die Erfordernisse der heutigen Liturgie abdecken.
Der Auftrag wurde nach reiflicher Überlegung im Jahr 2005 an die Firma Mathis Orgelbau aus Näfels in der Schweiz vergeben. Die Gesamtkosten in Höhe von 730.000 Euro übernahm nach einer von Stiftskapellmeister Josef Kohlhäufl initiierten Bewerbung und einigen Empfehlungsschreiben, insbesondere des ehemaligen Domkapellmeisters Georg Ratzinger, die Peter-Kaiser-Gedächtnisstiftung aus Vaduz. Ausschlaggebend für diese Entscheidung dürfte vor allem die intensive Pflege der Werke des Liechtensteiner Komponisten Josef Gabriel Rheinberger in der Alten Kapelle (während Kohlhäufls Amtszeit) gewesen sein. Die Stiftung erklärte in einem Schreiben vom 6. Juni 2005, dass „die neue Orgel in der päpstlichen Basilika Alte Kapelle zu Regensburg als Schenkung an den Heiligen Vater, Papst Benedikt XVI., gehen und wenn möglich auch nach ihm benannt werden“ solle. In einem Schreiben vom 28. Juni 2005 begrüßte Benedikt XVI. dies, betonte aber zugleich, dass die Orgel in das Eigentums des Kollegiatstifts übergehen solle.
Im Sommer 2005 wurde auch die endgültige Disposition der Orgel von Norbert Düchtel, Josef Kohlhäufl und dem Orgelbauer Hermann Mathis erarbeitet. Im Januar 2006 erfolgte dann der Abbau der Hirnschrodt-Orgel. Nach umfangreichen Arbeiten in der Schweizer Werkstatt wurde die Papst-Benedikt-Orgel zwischen dem 1. Mai und dem 14. Juni 2006 in der Stiftskirche zur Alten Kapelle aufgebaut und anschließend durch Firmenchef Hermann Mathis intoniert. Am 13. September 2006 benedizierte Papst Benedikt XVI. im Rahmen seines Pastoralbesuchs in Bayern die nach ihm benannte Orgel.

## Disposition seit 2006
Die Disposition der Papst-Benedikt-Orgel lautet wie folgt:
| I Hauptwerk C–a3 |                       |        |
| 1.               | Coppel                | 16′    |
| 2.               | Principal             | 8′     |
| 3.               | Gamba                 | 8′     |
| 4.               | Qvintadena            | 8′     |
| 5.               | Coppel                | 8′     |
| 6.               | Portun                | 8′     |
| 7.               | Octav                 | 4′     |
| 8.               | Flautten              | 4′     |
| 9.               | Flaut travers (ab c1) | 4′     |
| 10.              | Qvint                 | 2 ⁄3′  |
| 11.              | Superoctav            | 2′     |
| 12.              | Tertiana              | 1 3⁄5′ |
| 13.              | Mixtur major III–IV   | 2′     |
| 14.              | Mixtur minor II–III   | 1′     |
| 15.              | Trompetten            | 8′     |

| II Oberwerk C–a3 |                    |        |
| 16.              | Coppel             | 8′     |
| 17.              | Solicinal          | 8′     |
| 18.              | Unda maris (ab f0) | 8′     |
| 19.              | Principal          | 4′     |
| 20.              | Dulciana           | 4′     |
| 21.              | Spitz Flauten      | 4′     |
| 22.              | Nasard             | 2 ⁄3′  |
| 23.              | Octav              | 2′     |
| 24.              | Flascholett        | 2′     |
| 25.              | Terz               | 1 3⁄5′ |
| 26.              | Qvint              | 1 ⁄3′  |
| 27.              | Mixtur III–IV      | 1 ⁄3′  |
| 28.              | Krumbhorn          | 8′     |
| 29.              | Hoboe              | 8′     |
|                  | Tremulant          |        |

| Pedal C–f1 |                |         |
| 30.        | Principal-Baß  | 16′     |
| 31.        | Violon-Baß     | 16′     |
| 32.        | Sub-Baß        | 16′     |
| 33.        | Qvint-Baß      | 10 2⁄3′ |
| 34.        | Octav-Baß      | 8′      |
| 35.        | Gamba-Baß      | 8′      |
| 36.        | Coppel-Baß     | 8′      |
| 37.        | Superoctav     | 4′      |
| 38.        | Mixtur IV      | 2 ⁄3′   |
| 39.        | Bombard        | 16′     |
| 40.        | Trompetten-Baß | 8′      |

- Koppeln: II/I, I/P, II/P
- Spielhilfen: Setzeranlage (Doppeltraktur), Koppeltritte
- Effektregister: Glockenspiel, Vogelgesang, Kuckuck, Nachtigall

## Geschichte der Kirchenmusik am Kollegiatstift zur Alten Kapelle

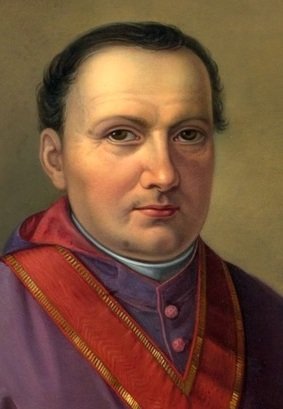
Carl Proske

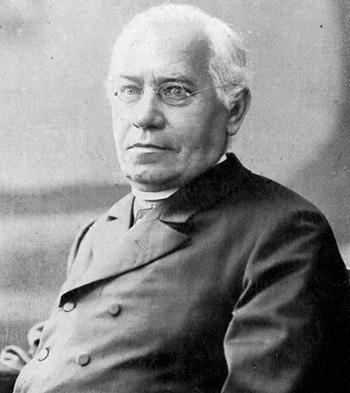
Michael Haller

Die Geschichte der Kirchenmusik am Kollegiatstift zur Alten Kapelle lässt sich bis in das hohe Mittelalter zurückverfolgen. Bereits bald nach der Neugründung durch Heinrich II. wurde der gregorianische Choral intensiv gepflegt. Im späten Mittelalter kam dann die mehrstimmige vokale und instrumentale Kirchenmusik hinzu, spätestens ab dem 16. Jahrhundert auch in Verbindung mit einer Orgel. Bereits im 16. und 17. Jahrhundert gab es einen eigenen Knabenchor. Auch das Amt des Stiftskapellmeisters, das entweder einem Geistlichen des Stiftskapitels oder einem Laien übertragen ist, lässt sich bis in diese Zeit zurückverfolgen. Für das 18. Jahrhundert ist sogar ein eigenes Orchester mit fest angestellten Musikern belegt.
Auch die Säkularisation tat der Pflege der Kirchenmusik in der Alten Kapelle keinen Abbruch. Im Gegenteil begründete Carl Proske, der im Jahr 1830 vom bayerischen König Ludwig I. zum Stiftskanoniker bestimmt wurde, durch intensive Studien der alten Kirchenmusik den Cäcilianismus und die Regensburger Tradition und legte dadurch auch die Grundstein für den heute weltberühmten Knabenchor der Regensburger Domspatzen. Die Stiftskapellmeister Dominikus Mettenleiter und Johann Georg Mettenleiter setzten Proskes Studien in die Praxis um und machten die Alte Kapelle etwa ab der Mitte des 19. Jahrhunderts zum Ausgangspunkt dieser kirchenmusikalischen Restaurationsbewegung. Der Kirchenkomponist Michael Haller steuerte hierzu zahlreiche neue Werke bei, die ihm den Titel „Palestrina des 19. Jahrhunderts“ einbrachten.
Die Musiktradition wurde im 20. Jahrhundert unter den Stiftskapellmeistern Johann Pollmann und Ernst Schwarzmaier fortgeführt. Von 1984 bis 2011 wirkten Josef Kohlhäufl als Stiftskapellmeister und Norbert Düchtel als Stiftsorganist. Kohlhäufl gründete 1986 die Choralschola ehemaliger Regensburger Domspatzen, ein Spezialensemble, das sich der Pflege des gregorianischen Chorals nach wissenschaftlichen Gesichtspunkten verschrieben hat. Außerdem war Kohlhäufl maßgeblich an der Entwicklung des Konzepts für die Papst-Benedikt-Orgel verantwortlich. Wolfgang Hörlin übernahm 2011 die Ämter des Stiftskapellmeister und des Stiftsorganisten in Personalunion. Seit 1. August 2024 ist Alexander Britzl Stiftskapellmeister und -organist.